# Voddler
Voddler (som företag även kallat Voddler Group) var en svensk plattformsleverantör för video on demand (VOD) på det öppna Internet, så kallad over-the-top (OTT) streaming. I Norden var Voddler främst känt för den egna VOD-tjänsten Voddler, som lanserades 2009 och drevs fram till sommaren 2015. Som företag grundades Voddler 2005 för att ta fram en egen tekniklösning för streaming, kallad Vnet. Vnet baserades på peer-to-peer (p2p), där alla användare bidrar med att streama filmer till varandra, med tillägget att Vnet-nätverket har en central administratör som avgör vem som har tillgång till filmerna. Detta tillägg gjorde att Vnet ibland kallats för "controlled p2p" eller "walled garden p2p".  Utöver att driva egna tjänsten Voddler så erbjöd Voddler även från 2013 Vnet som separat tekniklösning för andra streamingtjänster. Filmtjänsten Bollyvod, en global VOD-tjänst för Bollywood-film som Voddler byggde för den indiska filmindustrin, släpptes som pilotfall 2014.
Voddler Group gick i konkurs i januari 2018.

## Voddlers streamingteknik Vnet

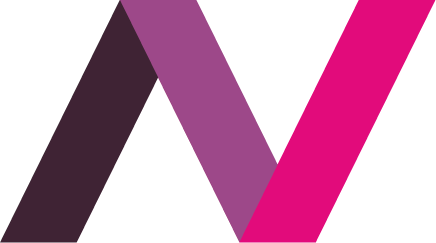
Logotyp för Voddlers streamingteknik Vnet

Voddlers streamingteknik, kallad Vnet av företaget, var en peer-to-peer-baserad lösning. Filmer streamas då inte via en central server eller nätverk, så kallat content delivery network (CDN), utan via andra användare som har delar av filmen på sina enheter efter att ha sett filmen tidigare. Jämfört med traditionell CDN-streaming sparar p2p-baserad streaming datakostnader för tjänsteleverantören, samtidigt som distributionen blir stabilare, eftersom den blir starkare ju fler som använder systemet. Vad som särskiljde Vnet från traditionell peer-to-peer var att Vnet tillåter att en administratör har central kontroll över vilka filmer som får finnas i nätverket och vilka som kan se dem. Publicering in i nätverket och access till nätverket är med andra ord centralt kontrollerade. Vnet är en patenterad lösning med 28 patent i två patentfamiljer.

## Voddlers egen VOD-tjänst
På filmtjänsten Voddler, som företaget Voddler drev mellan 2009 och 2015, kunde registrerade användare med bredbandsuppkoppling streama film och TV-program över Internet. Som tjänst var Voddler ursprungligen inriktad på tv-boxar, men utvecklades istället till att först fungera på datorer. Den 28 oktober 2009 lanserades tjänsten som beta i Sverige, och då till alla Bredbandsbolagets kunder via en gemensam reklamkampanj mellan Voddler och Bredbandsbolaget. I början krävdes en inbjudan för att använda tjänsten i Sverige, men Voddler gjordes tillgängligt fullt ut i Sverige 1 juli 2010 och omedelbart därefter även i Norge, Danmark och Finland.
Utbudet, som från början var helt gratis (reklamfinansierat), övergick snart till att bestå av en blandning av gratisfilmer, betalfilmer (pay-per-view) där tittaren betalar en avgift per visning med 24 timmars hyrtid, filmer som ingick i ett månadspaket, och köpfilmer. Innehållsmässigt har tjänsten en blandning av Hollywood- och andra amerikanska filmer samt nordiska filmer, främst svenska. Innehållet kommer från ett antal licensavtal med filmbolag som Warner Bros, Paramount, Disney och Sony. År 2013 hade Voddler omkring 2 600 långfilmer, varav ett tjugotal långfilmer och ett hundratal kortfilmer som var kostnadsfria att se. Utöver det omkring 800 TV-serieavsnitt och omkring 240 dokumentärer, varav knappt hälften var kostnadsfria att se.  
Enligt egna uppgifter nådde Voddler över 1 miljon registrerade användare i Norden och 2012 lanserades tjänsten även i Spanien. För de spanska användarna var dock utbudet mer begränsat än i Norden.  

### Mediaspelare och klienter
I början krävde Voddler en nedladdning av en separat mediaspelare, vars grafiska användargränssnitt främst var avsett för användning på en storbilds-TV med en fjärrkontroll som styrenhet. Voddlers gränssnitt uppdaterades i mars 2010 för att använda mus och tangentbord för att navigera runt både när man väljer filmer på Voddlers sajt och spelar upp dem i Voddlerklienten.. Denna första mediaspelare från Voddler byggde på öppen källkod ifrån XBMC Media Center, en fri programvara. Voddler använde XBMC-mjukvaran som bas för sin mediaspelare, vilken agerade som klient för att hämta innehåll från Voddlers streaming-lösning Vnet.. Efter en kontrovers 2010 kring källkoden för videospelaren (se nedan under "Voddler och GPL") bytte Voddler kodbas för sin mediaspelare och baserade den därefter på Adobe Flash och Adobe Air, som inte är öppen källkod. Ungefär samtidigt slutade Voddler kräva en separat nedladdning av mediaspelaren och lät den istället ligga inbäddad på webbsidan. Den nya spelaren tog, precis som den gamla, sin stream från Voddlers streamingmoln Vnet. 

### Voddler för mobila enheter
Den 23 juni 2011  meddelade Voddler att de släppte en app för Android. Voddler släppte under den följande tiden appar även för Iphone, Ipad, Windows Phone, Symbian och Meego. Med början 2013 hade Voddler dock övergått till att streama till de webbläsare som finns i smartphones istället för att bygga dedikerade appar för varje mobilmodell.

### Voddler och GPL-kontrovers
Till den ursprungliga videospelaren, som baserades på öppen källkod från XBMC Media Center, tog Voddler fram en egen krypteringsmodul, för att kunna kopieringsskydda de filmer som streamades. Den 24 februari 2010 stängde företaget av tjänsten, efter att ha blivit hackade av anonyma programmerare som själva återskapat dessa koddelar som Voddler lagt till sin mediaspelare. Den saknade källkoden gjorde det möjligt att ansluta andra mediaspelare än Voddlers egen, så att användaren kunde spara det streamade materialet till den egna hårddisken, vilket stred mot de avtal som Voddler slutit med filmbolagen. Som skäl för sin attack såg gruppen att Voddler enligt GPL, den upphovsrättslicens för fri programvara som gällde för XBMC, skulle ha publicerat även krypteringsmodulen. Voddler ansåg att de fullgjort sitt åtagande enligt GPL, vilket gruppen bestred med att Voddler måste distribuera källkod som kan användas för att kompilera samma binär som ursprungligen distribuerades.  Rasmus Fleischer kritiserade i Aftonbladet Kultur Voddler för att å ena sidan försvara upphovsrätten för filmskaparna, å andra sidan bryta mot upphovsrätten i sitt användande av GPL-licensen. När Voddler återupptog tjänsten igen den 8 mars 2010 var det med en ny mediaspelare som inte var byggd på XBMC Media Center. Då kopieringsskydd var väsentligt för att kunna få licenser från filmbolagen, och att ge tillbaka modulen till öppna källkoden var detsamma som att ta bort kopieringsskyddet, valde Voddler att helt ersätta spelaren och använda kommersiell mjukvara som grund för sin mediaspelare.

## Företaget
Voddler Sweden AB var ett privatägt venturekapitalfinansierat (såddkapital) bolag och baserat i Stockholm. Företaget grundades 2005 av Martin Alsén, Magnus Dalhamn och Mattias Bergström , och hade under en tid kontor i Peking (Kina) och Palo Alto (Kalifornien, USA). Företaget ombildades 2008 och investerarna Marcus Starberger och Mathias Hjelmstedt investerade i Voddler Inc. Marcus Starberger och Mathias Hjelmstedt markerade en ny epok för streamingtjänster, video on demand (VOD).
Voddler var finansiellt backat av privata investerare och riskkapitalföretag, bland annat Deseven (Sverige), Starberger Group AB (Sverige) och Cipio Partners (Tyskland). Bland tidigare investerare finns bland andra Nokia Growth Partners och Eqvitec.
I januari 2018 gick Voddler i konkurs.